# 西南悬钩子
西南悬钩子（学名：Rubus assamensis）是蔷薇科悬钩子属的植物。其种加词“assamensis”意为“印度阿萨姆邦的”。分布在印度东北部以及中国大陆的西藏、云南、广西、贵州、四川等地，生长于海拔1,400米至3,000米的地区，多生长于杂木林下和林缘，目前尚未由人工引种栽培。